# أحمد عداس
 أحمد عداس (1924- 2005 م) ممثل سوري. 

## سيرته
ولد أحمد عَدَّاس في حلب عام 1924، انضمَّ إلى نقابة الفنانين في سورية عام 1968. أدَّى العديد من الأدوار المهمَّة في مسيرته، منها في مسلسل أبو كامل بدور أبو صالح، وغيره.

الفنان أحمد عدَّاس في مشهد مسرحي مع الفنانة منى واصف

## أعماله

### المسرح
- «الغرباء»
- «حكاية جيسون وميديا»

### السينما
- عقد اللولو
- الفهد
- العالم سنة 2000
- المخدوعون
- الأحمر والأبيض والأسود
- مقلب حب
- شقة ومليون مفتاح
- الحسناء وقاهر الفضاء
- المغامرة
- اليازرلي
- لقاء في تدمر
- خياط السيدات
- حب للحياة
- حبيبتي يا حب التوت

### التلفاز

#### التمثيلات
- 1975: العريس.
- وعاد إلي بيته.

#### المسلسلات
- 1974: انتقام الزباء.
- 1976: البيادر.
- 1980: حرب السنوات الأربع.
- 1981: طبول الحرية.
- 1984: مرايا 84.
- 1990: هجرة القلوب إلى القلوب.
- 1992: الدغري.
- 1992: البديل.
- 1996: المحكوم.
- 2001: تمر حنة.
- وإلى لقاء اخر.
- الحصاد المر
- الخصال الثلاثة
- الرهان
- زواج بالأكراه
- ذكرى ليلة الحب
- غراميات خاصة
- حب و كراتيه
- القلعة الخامسة
- الطبيبة
- قلوب دافئة
- دكان الدنيا
- الرجل الأخير
- لك يا شام
- البركان
- أبو كامل
- الرجل سين
- سكان الريح
- سهى
- نهارات الدفلى
- أحلام أبو الهنا
- ياقوت
- أهل وحبايب.

## وفاته
توفي أحمد عدَّاس في أبو ظبي، بدولة الإمارات العربية المتحدة عام 2005م عن عمر ناهز تسعةً وسبعين عامًا.

## وصلات خارجية
- أحمد عداس على موقع قاعدة بيانات الأفلام العربية